# 南京理工大学
32°01′59.88″N 118°51′06.92″E / 32.0333000°N 118.8519222°E
南京理工大学是直属于中华人民共和国工业和信息化部的全国重点大学。学校前身为中国人民解放军军事工程学院（简称哈军工）炮兵工程系，先后经历炮兵工程学院、华东工程学院、华东工学院等历史时期，1993年更名为南京理工大学。教育部“211工程”建设高校。兵器科学与技术一级学科评估排名全国第一（2012年）。

## 学校历史

### 历史沿革
- 1953.9-1960.6 中国人民解放军军事工程学院炮兵工程系（中央军委，哈尔滨）。
  - 1956-1960.6 中国人民解放军武昌高级军械技术学校（军级建制，中央军委总军械部，武昌张之洞路（紫阳路））前身是1949年5月从沈阳迁入武汉的第四野战军后勤青年干部学校。1950年改称第四军械学校，培养初级军械干部，隶属军委炮兵。1953年1月改为高级炮兵技术学校，培养军械主任、仓库主任、修械所长、修械主任、驻厂军代表等。校长：陈亚藩（1953）、贾克（1954-1959）、黄延卿（1960）；政委徐青山（1954）、廖成美（1954-1960.6）。
- 1960.9-1962.9 两部合并，成立中国人民解放军炮兵工程学院（军委炮兵，武汉）。
  - 1962.1.5 步兵兵器专业49名师生调往后勤工程学院，军械勤务系407名师生调往后勤学院。
- 1962.9-1965.6 中国人民解放军炮兵工程学院（军委炮兵，南京）
- 1965.7-1966.3 中国人民解放军炮兵工程学院（国防科委，南京）
- 1966.4-1969.12 华东工程学院（国防科委，南京），退出部队编制。
- 1970.1-1984.9 华东工程学院（兵器工业部，南京）。
  - 1971.8 太原机械学院轻武器专业调入。
  - 1978.8 西北工业大学航空炮专业调入。
- 1984.11-1987.10 华东工学院（兵器工业部，南京）
- 1987.11-1988.6 华东工学院（国家机械工业委员会，南京）
- 1988.7-1990.12 华东工学院（机械电子工业部，南京）
- 1991.1-1993.3 华东工学院（兵器工业总公司，南京）
- 1993.4-1999.3 南京理工大学（兵器工业总公司，南京）
- 1999.4-2008.4 南京理工大学（国防科工委，南京）
- 2008.6-今 南京理工大学（工业和信息化部，南京） （页面存档备份，存于）

## 环境设施
南京理工大学北依紫金山，西临明城墙，校园占地面积为3118亩。校园内力求保持自然风光，与中山陵风景区连为一体。校舍建筑总面积88.6万平方米，固定资产总值21.5亿元。现有实验室59个，各类教学科研仪器设备7.2亿元；图书馆藏有中外文图书文献200万余册。

## 院系设置

### 专业学院
- 机械工程学院
- 化学与化工学院
- 电子工程与光电技术学院
- 计算机科学与工程学院
- 自动化学院
- 经济管理学院
- 能源与动力工程学院
- 理学院
- 数学与统计学院
- 公共事务学院
- 材料科学与工程学院
- 外国语学院
- 环境与生物工程学院
- 设计艺术与传媒学院
- 知识产权学院
- 钱学森学院
- 智能制造学院
- 中法工程师学院
- 新能源学院
- 网络空间安全学院
- 微电子学院

### 研究生院
研究生院

### 职业类教育学院
继续教育学院、高等职业技术学院

### 对外合作学院
国际教育学院

### 独立学院
南京理工大学紫金学院
南京理工大学泰州科技学院

## 国际合作
2013年学校与法国梅斯国立工程师学校合作成立了南京理工大学中法工程师学院。